# Urotenzin-II
Urotenzin-II (U-II) je peptidni ligand, koji je prvi put bio izolovan iz neurosekretornog sistema ribe glavoč (Gillichthys mirabilis). Dugo godina se mislilo da U-II nema značajne efekte u sisarskim sistemima. Ovo stanovište se brzo promenilo kad je pokazano da glavočev U-II proizvodi sporu relaksaciju mišića kod miševa, kao i kontrakciju arterijskih segmenata pacova. cDNK koja kodira U-II prekurzor je bila klonirana kod ljudi 1998, čime je nedvosmisleno demonstrirano njegovo postojanje u sisarskim vrstama.
Kod riba, U-II se izlučuje u stražnjem delu kičmene moždine, u neurosekretornom centru  koji se naziva uroneurapofiza. On učestvuje u regulaciji renalnog i kardiovaskularnog sistema. Kod sisara, on učestvuje u regulaciji kardiovaskularnog sistema.

## U-II peptid
Kao i drugi peptidni ligandi, U-II je sintetisan iz većeg prekurzorskog molekula, poznatog kao prepro-urotenzin-II. Dve izoforme su bile identifikovane kod čoveka. Njihove dužine su 124 i 139 aminokiselina. Presecanje bilo kojeg od tih prekurzora proizvodi identičan, jedanaest ostataka dug, zreo U-II peptid. Ciklična, C-terminalna heksapeptidna sekvenca ((-CYS*-TRY-LYS-TRP-PHE-CYS*-), (*premošteni CYS ostaci)), je bila konzervirana tokom evolucije od gmizavaca do čoveka, vrsta koje su se razdvojile pre nekih 560 miliona godina. Činjenica da je tako jak evolucioni pritisak očuvao ovu sekvencu, naglašava njen fiziološki značaj. Nezavisno je pokazano da ta heksapeptidna sekvence daje biološku aktivnost.

## Literatura
1. ↑  Bern HA, Lederis K (1969). „A reference preparation for the study of active substances in the caudal neurosecretory system of teleosts”. J. Endocrinol. 45 (1): Suppl:xi—xii. PMID 5347394.
2. ↑  Douglas SA, Dhanak D, Johns DG (2004). „From 'gills to pills': urotensin-II as a regulator of mammalian cardiorenal function”. Trends Pharmacol. Sci. 25 (2): 76—85. PMID 15102493. doi:10.1016/j.tips.2003.12.005.